# Club Universidad de Chile
Club Universidad de Chile – chilijski klub piłkarski z siedzibą w stołecznym mieście Santiago. Występuje w rozgrywkach Primera División. Domowe mecze rozgrywa na obiekcie Estadio Nacional Julio Martínez Prádanos.
Często używaną nazwą dla klubu jest jego przydomek – La U.
Klub posiada również sekcje futsalu.

## Osiągnięcia

### Krajowe
- Primera División

| zwycięstwo (18):    | 1940, 1959, 1962, 1964, 1965, 1967, 1969, 1994, 1995, 1999, 2000, 2004 (A), 2009 (A), 2011 (A), 2011 (C), 2012 (A), 2014 (A), 2017 (C) |
| drugie miejsce (8): | 1957, 1961, 1963, 1971, 1980, 1998, 2005 (C), 2006 (A)                                                                                 |

- Copa Chile

| zwycięstwo (6):     | 1979, 1998, 2000, 2012/13, 2015, 2024 |
| drugie miejsce (2): | 2017, 2019                            |

- Campeonato de Apertura

| zwycięstwo (0):     | –    |
| drugie miejsce (1): | 1940 |

- Supercopa de Chile

| zwycięstwo (1):     | 2015       |
| drugie miejsce (2): | 2013, 2016 |

### Międzynarodowe
- Copa Sudamericana

| zwycięstwo (1):     | 2011 |
| drugie miejsce (0): | –    |

- Recopa Sudamericana

| zwycięstwo (0):     | –    |
| drugie miejsce (1): | 2012 |

- Copa Suruga Bank

| zwycięstwo (0):     | –    |
| drugie miejsce (1): | 2012 |

## Historia
Klub założony został 24 maja 1927 roku jako lub Deportivo Universitario przez połączenie klubów Club Náutico i Federación Universitaria. Początkowo klub tworzyli studenci Universidad de Chile i był on sportową wizytówką uczelni aż do roku 1980, kiedy to ówczesny prezydent klubu (wyznaczony przez reżim Pinocheta) podjął decyzję o oddzieleniu klubu od uniwersytetu.
Związki z uczelnią nadal pozostały silne, a logo klubu jest takie samo jak sportowe logo uniwersytetu, czyli sowa, używana w uniwersytecie jako symbol mądrości. Kolory strojów są identyczne jak barwy uniwersytetu. Zamiast logo na koszulkach widnieje wielka czerwona litera U. Jednak pod względem administracyjnym związki te są już bardzo niewielkie, a rektor uniwersytetu stwierdził, że klub powinien zmienić nazwę, jeśli chce uczynić z niej prywatną własność.
Pomimo tego najlepsi studenci uniwersytetu nadal otrzymują kartę członkowską klubu.

### Występy krajowe
Osiągnięcia klubu odpowiadają towarzyszącej mu ogromnej popularności. Pierwszy tytuł mistrza Chile klub zdobył w 1940, trzy lata po wprowadzeniu ligi zawodowej. W złotym dziesięcioleciu 1959–1969 klub zdobył sześć tytułów mistrza kraju (1959, 1962, 1964, 1965, 1967 i 1969) i określony został przydomkiem „La Ballet Azul” (Niebieski Balet) ze względu na swój styl gry, jaki wówczas prezentowali. Aż dziewięciu członków tego zespołu grało w narodowej drużynie Chile, która sięgnęła po 3. miejsce na mistrzostwach świata 1962.
Po złotym wieku Niebieskiego Baletu klub nie zdobył żadnego trofeum aż przez 25 lat, a w 1988 spadł nawet do drugiej ligi (którą wygrali i po roku absencji wrócili do pierwszej ligi). W 1994 klub sięgnął po kolejny tytuł mistrza Chile po końcowym meczu, na który do małego miasteczka górniczego El Salvador liczącego wówczas 5000 mieszkańców przybyło aż 25000 kibiców „La U”.
W następnym roku „La U” także został mistrzem, a sprawa tytułu ponownie rozstrzygnięta została w ostatnim meczu. Jednak tym razem decydujące spotkanie rozegrane zostało na potężnym stadionie Estadio Nacional w Santiago w obecności 90000 widzów. Później zespół zdobył tytuł mistrz Chile w 1999, 2000 oraz wygrał turniej Apertura w 2004.

### Występy zagraniczne
Podczas Copa Libertadores 1996 klub dotarł aż do półfinału (sędzia meczu był szeroko krytykowany za swój występ, w którym faworyzował rywali, czyli CA River Plate). Zespół triumfował również w Copa Sudamericana 2011.

### Kibice klubu
Oficjalną grupą kibiców klubu jest „Los de Abajo”, określana mianem „barra brava” („ultras”, ale w stylu południowoamerykańskim). Grupa „Los de Abajo” jest największą grupą kibiców w Chile.

### Znani piłkarze w historii klubu
- Alberto Quintano
- Faustino Asprilla
- Clarence Acuña
- Carlos Campos
- Ubaldo Cruche
- Luis Eyzaguirre
- Rubén Marcos
- Manuel Pellegrini
- Diego Rivarola
- Mauricio Pinilla
- Edison Mafla
- Carlos Bueno
- Juan Manuel Olivera
- Leonardo Rodríguez
- Raúl Aredes
- Richart Báez
- Pedro González
- Arturo Salah
- Marcelo Salas
- Ángelo Henríquez
- Leonel Sánchez
- Eugenio Mena
- Felipe Seymour
- Eduardo Simián
- Héctor Veira
- Jorge Socías
- Juan Carlos Sarnari
- Gonzalo Jara
- Johnny Herrera
- Charles Aránguiz
- Jean Beausejour
- Eduardo Vargas
- Mauricio Victorino
- Walter Montillo
- Manuel Iturra
- Junior Fernándes
- Jorge Spedaletti
- Rodrigo Tello
- David Pizarro
- Marcelo Díaz
- Esteban Valencia
- Luis Musrri
- Sergio Vargas
- Rogelio Delgado
- Rafael Olarra
- Matías Rodríguez
- Christian Vilches
- Gustavo Canales

## Aktualny skład
Stan na 1 września 2022.
| Nr | Poz. | Piłkarz                  |
| -- | ---- | ------------------------ |
| 1  | BR   | Pedro Garrido            |
| 2  | OB   | Daniel Navarrete         |
| 3  | OB   | Ignacio Tapia            |
| 4  | OB   | José Ignacio Castro      |
| 5  | PO   | Emmanuel Ojeda           |
| 6  | OB   | Yonathan Andía           |
| 7  | PO   | Mauricio Morales         |
| 8  | PO   | Pablo Aránguiz           |
| 9  | NA   | Junior Fernandes         |
| 10 | NA   | Jeisson Vargas           |
| 11 | NA   | Cristian Palacios        |
| 12 | BR   | Martín Parra             |
| 14 | PO   | Felipe Seymour (kapitan) |
| 15 | PO   | Felipe Gallegos          |

| Nr | Poz. | Piłkarz          |
| -- | ---- | ---------------- |
| 17 | OB   | Luis Casanova    |
| 18 | NA   | Franco Lobos     |
| 19 | NA   | Ronnie Fernández |
| 20 | PO   | Lucas Assadi     |
| 21 | OB   | Bastián Tapia    |
| 22 | NA   | Cristóbal Muñoz  |
| 23 | OB   | Marcelo Morales  |
| 24 | NA   | Darío Osorio     |
| 25 | BR   | Cristóbal Campos |
| 26 | PO   | Álvaro Brun      |
| 28 | PO   | Israel Poblete   |
| 30 | PO   | Agustín Arce     |
| 32 | OB   | Nery Domínguez   |